# Witte Pol
Witte Pol is een Belgisch witbier van hoge gisting.
Het bier wordt gebrouwen in Brouwerij Inter-Pol te Mont, een deelgemeente van Houffalize in de vallei van Achouffe.
Het is een blond troebel bier met een alcoholpercentage van 5,6%